# Cine de Croacia
El cine de Croacia (en croata: Hrvatska kinematografija) comprende el arte del cine y películas creativas realizadas dentro de la nación de Croacia o por cineastas croatas en el extranjero. Debido a que Croacia fue parte de Yugoslavia antes de su independencia en 1992, todas las películas de esa región fueron acreditadas como producciones yugoslavas, y no en sus respectivos países, con independencia de los productores o director.
El cine croata arranca con el surgimiento de la industria del cine yugoslavo en la década de 1940. Tres largometrajes croatas fueron nominados al Oscar a la mejor película de habla no inglesa, varios de ellos ganaron premios en los principales festivales, y la contribución de Croacia en el campo de la animación es particularmente importante.
En 2011 había en territorio croata 146 pantallas de cine y la industria cinematográfica generó, ese mismo año, 103 millones de kunas.

## Películas
Esta es una lista que incluye algunas de las películas croatas más notables con sus directores:
- Živjeće ovaj narod, Nikola Popović (1947)
- Ne okreći se sine, Branko Bauer (1956)
- Svoga tela gospodar, Fedor Hanžeković (1957)
- H-8, Nikola Tanhofer (1958)
- Vlak bez voznog reda, Veljko Bulajić (1959)
- Breza, Ante Babaja (1967)
- Lisice, Krsto Papić (1969)
- Mirisi, zlato i tamjan, Ante Babaja (1971)
- Seljačka buna, Vatroslav Mimica (1975)
- Okupacija u 26 slika, Lordan Zafranović (1978)
- Samo jednom se ljubi, Rajko Grlić (1981)
- Čaruga, Rajko Grlić (1991)
- Krhotine, Zrinko Ogresta (1992)
- Isprani, Zrinko Ogresta (1995)
- Kako je počeo rat na mom otoku, Vinko Brešan (1996)
- Rusko meso, Lukas Nola (1997)
- Puška za uspavljivanje, Hrvoje Hribar (1997)
- Maršal, Vinko Brešan (1999)
- Da mi je biti morski pas, Ognjen Sviličić (1999)
- Crvena prašina, Zrinko Ogresta (1999)
- Nebo, sateliti, Lukas Nola (2000)
- Blagajnica hoće ići na more, Dalibor Matanić (2000)
- Sami, Lukas Nola (2001)
- Svjedoci («Testigos»), Vinko Brešan (2003)
- Tu («Aquí»), Zrinko Ogresta (2003)
- Ta divna splitska noć («Una noche maravillosa en Split»), Arsen Anton Ostojić (2004)
- Što je muškarac bez brkova, Hrvoje Hribar (2005)
- Karaula, Rajko Grlić (2006)

## Festivales
- Festival de Cine de Pula
- Festival de Cine de Motovun
- Festival de Cine de Zagreb
- ZagrebDox
- Festival de Cine de Split